# Campionati asiatici di ciclismo su strada - Cronometro maschile Elite
La cronometro maschile Elite è una delle prove disputate durante i campionati asiatici di ciclismo su strada. Fu corsa per la prima volta nel 1963. Dal 2001 viene corsa annualmente, con la sola eccezione del biennio 2020-21, quando venne annullata a causa della pandemia da COVID-19.

## Albo d'oro
Aggiornato all'edizione 2023.
| Anno | Vincitore                                        | Secondo                                          | Terzo                                            |
| ---- | ------------------------------------------------ | ------------------------------------------------ | ------------------------------------------------ |
| 1963 | Taworn Jirapan                                   | Masashi Omiya                                    | Ng Joo Pong                                      |
| 1995 | Andrey Mizurov                                   | Kim Tae-ho                                       | Aleksandr Dyadichkin                             |
| 1999 | Andrey Mizurov                                   | Sergej Jakovlev                                  | Osamu Sumida                                     |
| 2000 | non disputata                                    | non disputata                                    | non disputata                                    |
| 2001 | Hossein Askari                                   | Jamsran Ulzii-Orshikh                            | Wong Kam Po                                      |
| 2002 | Kazuya Okazaki                                   | Tonton Susanto                                   | Shi Guijun                                       |
| 2003 | Hossein Askari                                   | Mai Cong Hieu                                    | Kazuya Okazaki                                   |
| 2004 | Assan Bazayev                                    | Hossein Askari                                   | Ghader Mizbani                                   |
| 2005 | Youm Jung-hwan                                   | Hossein Askari                                   | Vladimir Tuychiev                                |
| 2006 | Andrey Mizurov                                   | Ghader Mizbani                                   | Makoto Iijima                                    |
| 2007 | Eugen Wacker                                     | Hossein Askari                                   | Vladimir Tuychiev                                |
| 2008 | Eugen Wacker                                     | Alexey Kolessov                                  | Yukiya Arashiro                                  |
| 2009 | Alexandre Vinokourov                             | Andrey Mizurov                                   | Eugen Wacker                                     |
| 2010 | Andrey Mizurov                                   | Hossein Askari                                   | Eugen Wacker                                     |
| 2011 | Eugen Wacker                                     | Dmitriy Gruzdev                                  | Hossein Askari                                   |
| 2012 | Eugen Wacker                                     | Dmitriy Gruzdev                                  | Hossein Askari                                   |
| 2013 | Muradjan Khalmuratov                             | Andrey Mizurov                                   | Eugen Wacker                                     |
| 2014 | Dmitriy Gruzdev                                  | Eugen Wacker                                     | Choe Hyeong-min                                  |
| 2015 | Hossein Askari                                   | Zhandos Bizhigitov                               | Choe Hyeong-min                                  |
| 2016 | Cheung King Lok                                  | Choe Hyeong-min                                  | Alireza Haghi                                    |
| 2017 | Dmitriy Gruzdev                                  | Choe Hyeong-min                                  | Cheung King Lok                                  |
| 2018 | Cheung King Lok                                  | Choe Hyeong-min                                  | Arvin Moazemi                                    |
| 2019 | Daniil Fominykh                                  | Feng Chun-kai                                    | Cheung King Lok                                  |
| 2020 | non disputata a causa della pandemia da COVID-19 | non disputata a causa della pandemia da COVID-19 | non disputata a causa della pandemia da COVID-19 |
| 2021 | non disputata a causa della pandemia da COVID-19 | non disputata a causa della pandemia da COVID-19 | non disputata a causa della pandemia da COVID-19 |
| 2022 | Yevgeniy Fedorov                                 | Nariyuki Masuda                                  | Muradjan Halmuratov                              |
| 2023 | Yevgeniy Fedorov                                 | Sergio Tu                                        | Jambaljamts Sainbayar                            |

## Medagliere
| Pos.   | Nazione       | Oro | Argento | Bronzo | Totale |
| ------ | ------------- | --- | ------- | ------ | ------ |
| 1      | Kazakistan    | 11  | 7       | 0      | 18     |
| 2      | Kirghizistan  | 4   | 1       | 4      | 9      |
| 3      | Iran          | 3   | 5       | 5      | 13     |
| 4      | Hong Kong     | 2   | 0       | 3      | 5      |
| 5      | Corea del Sud | 1   | 4       | 2      | 7      |
| 6      | Giappone      | 1   | 2       | 4      | 7      |
| 7      | Uzbekistan    | 1   | 0       | 3      | 4      |
| 8      | Thailandia    | 1   | 0       | 0      | 1      |
| 9      | Taipei cinese | 0   | 2       | 0      | 2      |
| 10     | Mongolia      | 0   | 1       | 1      | 2      |
| 11     | Indonesia     | 0   | 1       | 0      | 1      |
| 11     | Vietnam       | 0   | 1       | 0      | 1      |
| 13     | Malaysia      | 0   | 0       | 1      | 1      |
| 13     | Cina          | 0   | 0       | 1      | 1      |
| Totale | Totale        | 24  | 24      | 24     | 72     |